# Silkk the Shocker
Silkk the Shocker, pseudonimo di Vyshonn King Miller (New Orleans, 18 giugno 1975), è un rapper e attore statunitense.

## Biografia
Inizia l'attività musicale verso la metà degli anni '90 e pubblica il suo primo album The Shocker (a nome Silkk) nell'agosto 1996. Collabora con diversi artisti come TRU, Mia X, Mystikal e LL Cool J. Con la hit It Ain't My Fault e con l'album Charge It 2 da Game (disco di platino e #3 della Billboard 200) ottiene il successo nel 1998. Appare negli album di Master P e Mýa. Nel 1999 il suo terzo album Made Man migliora il successo del precedente (#1 in classifica) ed è disco di platino certificato dalla RIAA. Nei primi anni 2000 pubblica altri due album.
Nell'estate 2010 pubblica un mixtape che segna il suo ritorno sulla scena hip hop. Nel novembre 2013 viene annunciato l'album Incredible.

## Attività di attore
Tra la fine degli anni '90 e gli anni 2000 ha preso parte con ruoli secondari a diversi film tra cui Undisputed. È invece protagonista nei film Hot Boyz di Master P (1999) e Corrupt di Albert Pyun (1999).

## Discografia
Album studio
- 1996 - The Shocker
- 1998 - Charge It 2 da Game
- 1999 - Made Man
- 2001 - My World, My Way
- 2004 - Based on a True Story
- 2018 - It Will All Make Sense Later